# Supercup (Handballturnier)
Der Supercup war ein Handballturnier für Männer-Nationalmannschaften, das von 1979 bis 2015 alle zwei Jahre in der Bundesrepublik Deutschland ausgetragen wurde – seit 1983 üblicherweise zwischen Ende Oktober und Anfang November. Das erste Turnier fand im Dezember 1979 statt, das zweite wurde Anfang Februar 1981 gespielt, der Wettbewerb von 1997 wurde auf den März 1998 verschoben. Eingeladen wurden zunächst die bisherigen Olympiasieger, Welt- und Europameister. Wegen dieses hochkarätigen Teilnehmerkreises wurde es bisweilen auch als Mini-WM bezeichnet. Zuletzt fand es im Wechsel mit dem Statoil World Cup statt. Der Supercup geht auf einen Vorschlag des damaligen Bundestrainers Vlado Stenzel zurück. 2015 wurde er wegen mangelnden Zuschauer-Interesses zum letzten Mal ausgetragen.
Sponsor war 2003, 2005 und 2007 die Centrale Marketing-Gesellschaft der deutschen Agrarwirtschaft (CMA), nach deren QS-Prüfsiegel der Pokalwettbewerb QS-Supercup hieß.

## Austragungsmodus
Die Teilnehmerzahl betrug in der Regel sechs Mannschaften, in den Jahren 1983 bis 1989 sowie 1998, in denen die Bundesrepublik Deutschland zumeist mit zwei Teams antrat (A und B), acht. 1993, sowie 2009 bis 2015 nahmen nur vier Mannschaften teil (außer den in der Siegerliste genannten 1993 noch Rumänien, 2009 Norwegen, 2011 Gastgeber Deutschland, 2013 Ägypten und 2015 Serbien).
1991, 1993, sowie 2009 bis 2015 wurde in einer einfachen Runde „jeder gegen jeden“ gespielt, in den anderen Jahren entsprechend in zwei Vorrundengruppen. Für die Platzierungsspiele wechselte der Modus: Mal spielten die Gruppen-Ersten um Platz 1 und 2, die Zweiten um 3 und 4 usw., mal gab es Überkreuz-Halbfinals zwischen den beiden Erstplatzierten jeder Gruppe, anschließend ein Finale  zwischen den Siegern und ein kleines Finale (um Platz 3) zwischen den Verlierern.

## Platzierungen (Platz 1 bis 3)
| Jahr | Platz 1        | Platz 2        | Platz 3        |
| 1979 | BR Deutschland | Rumänien       | Sowjetunion    |
| 1981 | Sowjetunion    | BR Deutschland | Jugoslawien    |
| 1983 | Rumänien       | Sowjetunion    | Jugoslawien    |
| 1985 | Sowjetunion    | DDR            | BR Deutschland |
| 1987 | BR Deutschland | Sowjetunion    | DDR            |
| 1989 | Sowjetunion    | DDR            | Rumänien       |
| 1991 | Spanien        | Sowjetunion    | Schweden       |
| 1993 | Schweden       | Deutschland    | Schweiz        |
| 1995 | Russland       | Deutschland    | Schweden       |
| 1998 | Deutschland A  | Frankreich     | Russland       |
| 1999 | Russland       | Kroatien       | Schweden       |
| 2001 | Deutschland    | Russland       | Schweden       |
| 2003 | Spanien        | Deutschland    | Schweden       |
| 2005 | Schweden       | Frankreich     | Russland       |
| 2007 | Polen          | Schweden       | Deutschland    |
| 2009 | Deutschland    | Dänemark       | Schweden       |
| 2011 | Spanien        | Schweden       | Dänemark       |
| 2013 | Deutschland    | Polen          | Schweden       |
| 2015 | Deutschland    | Slowenien      | Brasilien      |

## Medaillenspiegel
| Rang | Land                  | Gold | Silber | Bronze |
| ---- | --------------------- | ---- | ------ | ------ |
| 1    | Deutschland (DHB)     | 7    | 4      | 2      |
| 2    | Sowjetunion/ Russland | 5    | 4      | 3      |
| 3    | Spanien               | 3    | 0      | 0      |
| 4    | Schweden              | 2    | 2      | 7      |
| 5    | Rumänien              | 1    | 1      | 1      |
| 6    | Polen                 | 1    | 1      | 0      |
| 7    | DDR                   | 0    | 2      | 1      |
| 8    | Frankreich            | 0    | 2      | 0      |
| 9    | Dänemark              | 0    | 1      | 1      |
| 10   | Kroatien              | 0    | 1      | 0      |
| 10   | Slowenien             | 0    | 1      | 0      |
| 12   | Jugoslawien           | 0    | 0      | 2      |
| 13   | Brasilien             | 0    | 0      | 1      |
| 13   | Schweiz               | 0    | 0      | 1      |